# اندیس سرب چمتو تاش
سرب چمتو تاش یک اندیس فلزی است که در  استان سمنان قرار دارد و مادهٔ معدنی موجود در آن، سرب است.  در این اندیس، پاراژنز‌های . یافت می‌شوند.